# Mistrzostwa Ameryki Północnej, Środkowej i Karaibów w Piłce Siatkowej Kobiet 1993
XIII Mistrzostwa Ameryki Północnej, Środkowej i Karaibów w piłce siatkowej kobiet odbyły się w 1993 roku w Colorado Springs w Stanach Zjednoczonych. W mistrzostwach wystartowało 6 reprezentacji. Mistrzem została po raz dziewiąty reprezentacja Kuby.

## Klasyfikacja końcowa
| Miejsce | Reprezentacja     |
| ------- | ----------------- |
|         | Kuba              |
|         | Stany Zjednoczone |
|         | Kanada            |
| 4.      | Meksyk            |
| 5.      | Portoryko         |
| 6.      | Dominikana        |